# Фишер, Эшли
Эшли Фишер (англ. Ashley Fisher; родился 25 сентября 1975 года в Вуллонгонге, Австралия) — австралийский теннисист, тренер и телекомментатор. Полуфиналист одного турнира Большого шлема в парном разряде (US Open-2006); победитель четырёх турниров ATP в парном разряде.

## Общая информация
Родителей Эшли зовут Гэри (отставной военный) и Памела (учитель истории в средней школе).
Ныне австралиец женат: у него и его супруги Кирстен (вице-президент по продажам в WTA) есть один совместный ребёнок — сын Холден Уоллас (род. 2011).
Фишер в теннисе с пяти лет, но до пятнадцати лет совмещал игру в большой теннис с занятиями в его настольного собрата, где даже был первой ракеткой страны в одной из юниорских категорий. Лучший элемент игры — подача, любимые покрытия — хард и трава.
Между карьерой в юниорском туре и полноценным переходом в протур Эшли учился в США: в Техасском христианском университете в Форт-Уэрте и играл за него в теннисной лиге NCAA.

## Спортивная карьера
Профессиональную карьеру начал в 1998 году. Специализируется на играх в парном разряде. В 2003 году впервые выходит в финал турнира ATP. Вместе с Девином Боуэном это произошло на турнире в Касабланке. Первую победу они одержат в июле того же года уже на турнире Амерсфорте. В 2004 году на Турнире из серии большого шлема Уимблдонском турнире в паре с россиянином Николаем Давыденко сумел дойти до четвертьфинала. В 2005 году на турнире в Хошимине он дошел до финала совместно с шведским теннисистом Робертом Линдстедтом. На Открытом чемпионате Австралии 2006 года вместе с американцем Джастином Гимельстобом выходит в четвертьфинал турнира мужских пар. Вместе с другим американским теннисистом Триппом Филлипсом на Открытом чемпионате США 2006 года впервые в карьере он добрался до полуфинала турнира из серии большого шлема. Совместно Трипп Филлипс и Эшли Фишер в октябре 2006 года сумели выиграть турнир в Токио. В 2007 году вместе с Риком Де Вустом выигрывает третий титул ATP в карьере. Произошло это на турнире в Пекине. На этом же турнире через год вместе с Бобби Рейнольдсом останавливается в шаге от победы, дойдя до финала. В этом сезоне ему удается выиграть четвёртый свой титул, совместно с Триппом Филлипсом это произошло на турнире в Индианаполисе.
В сезоне 2009 года ему четырежды удается дойти до финала на турнирах ATP, но ни разу не удалось одержать победу. Сначала с Риком Де Вустом на турнире в Йоханнесбурге. Затем со Стивеном Хассом на турнире серии Мастерс в Майами и дважды с Джорданом Керром в Мюнхене и Индианаполисе.

## Рейтинг на конец года в парном разряде
- 2011 — 96
- 2010 — 734
- 2009 — 41
- 2008 — 64
- 2007 — 50
- 2006 — 25
- 2005 — 60
- 2004 — 64
- 2003 — 47
- 2002 — 80
- 2001 — 116
- 2000 — 119
- 1999 — 207
- 1998 — 436
- 1997 — 846
- 1996 — 984

## Выступления на турнирах

### Финалы турнировATPв парном разряде (11)

#### Победы (4)
| Титулы                                 |
| -------------------------------------- |
| Турниры Большого Шлема (0)             |
| Кубок Мастерс / Финал ATP-тура (0)     |
| ATP Masters 1000 (0)                   |
| ATP International Gold / ATP 500 (0+1) |
| ATP International / ATP 250 (0+3)      |

| Титулы по покрытиям | Титулы по месту проведения матчей турнира |
| ------------------- | ----------------------------------------- |
| Хард (0+3)          | Зал (0)                                   |
| Грунт (0)           | Зал (0)                                   |
| Трава (0+1)         | Открытый воздух (0+4)                     |
| Ковёр (0)           | Открытый воздух (0+4)                     |

| №  | Дата             | Турнир                | Покрытие | Партнёр       | Соперники в финале        | Счёт           |
| 1. | 14 июля 2003     | Амерсфорт, Нидерланды | Трава    | Девин Боуэн   | Андре Са Крис Хаггард     | 6-0 6-4        |
| 2. | 2 октября 2006   | Токио, Япония         | Хард     | Трипп Филлипс | Пол Голдстейн Джим Томас  | 6-2 7-5        |
| 3. | 16 сентября 2007 | Пекин, Китай          | Хард     | Рик де Вуст   | Крис Хаггард Лу Яньсюнь   | 6-7 6-0 [10-6] |
| 4. | 20 июля 2008     | Индианаполис, США     | Хард     | Трипп Филлипс | Дэвид Мартин Скотт Липски | 3-6 6-3 [10-5] |

#### Поражения (7)
| №  | Дата             | Турнир              | Покрытие | Партнёр          | Соперники в финале                  | Счёт               |
| 1. | 13 апреля 2003   | Касабланка, Марокко | Грунт    | Девин Боуэн      | Леош Фридль Франтишек Чермак        | 3-6 5-7            |
| 2. | 26 сентября 2005 | Хошимин, Вьетнам    | Хард     | Роберт Линдстедт | Ларс Бургсмюллер Филипп Кольшрайбер | 6-5(3) 4-6 2-6     |
| 3. | 22 сентября 2008 | Пекин, Китай        | Хард     | Бобби Рейнолдс   | Стивен Хасс Росс Хатчинс            | 5-7 4-6            |
| 4. | 8 февраля 2009   | Йоханнесбург, ЮАР   | Хард     | Рик де Вуст      | Джеймс Серретани Дик Норман         | 7-6(7) 2-6 [12-14] |
| 5. | 23 марта 2009    | Майами, США         | Хард     | Стивен Хасс      | Максим Мирный Энди Рам              | 7-6(4) 2-6 [6-10]  |
| 6. | 10 мая 2009      | Мюнхен, Германия    | Грунт    | Джордан Керр     | Ян Герных Иво Минарж                | 4-6 4-6            |
| 7. | 20 июля 2009     | Индианаполис, США   | Хард     | Джордан Керр     | Эрнест Гулбис Дмитрий Турсунов      | 4-6 6-3 [9-11]     |